# Morganukodont
Morganukodont (†Morganucodon) – jeden z najstarszych rodzajów ssaków, zaliczanych do ssakokształtnych (Mammaliaformes). Morganukodonty występowały w okresie od późnego triasu (ok. 205 mln lat temu) do środkowej jury.
Były to małe (wielkości szczura) ssaki o kończynach rozstawionych na boki (podobnie jak u jaszczurek). Spośród wszystkich ssaków są one najbardziej budową ciała zbliżone do cynodontów, z których ssaki się wyodrębniły. Na tylnej części wewnętrznej strony ich kości zębowej występowało kilka kości charakterystycznych dla żuchwy gadów, których brak u współczesnych i większości kopalnych ssaków. Morganukodonty miały złożony staw żuchwowy - oznacza to, że do stawu między kością skroniową ze strony czaszki i kością zębową ze strony żuchwy (charakterystycznego dla wszystkich ssaków współczesnych i ogromnej większości kopalnych) przylegał dośrodkowo staw gadzi między kością kwadratową ze strony czaszki i stawową ze strony żuchwy. Tak więc u morganukodontów kości stawu gadziego nie przeszły jeszcze do ucha i w uchu środkowym występowała tylko jedna kostka słuchowa (tak jak u gadów i ptaków), strzemiączko. Zęby morganukodontów są zbliżone do zębów cynodontów, na dolnych i górnych zębach występują po trzy guzki ułożone w kierunku przodo-tylnym, okolone od strony dojęzykowej i dowargowej przez wałeczki, na których mogą znajdować się mniejsze guzki.
Zidentyfikowano 2 gatunki morganukodontów:
- Morganucodon watsoni
- Morganucodon oehleri

Morganucodon oehleri oraz należącym do innej rodziny Hadrocodium wui były obiektem badań w których zasugerowano, że rozwój węchu był pierwszą przyczyną rozwoju mózgu u ssaków.